# بید ببری
بید ببری (نام علمی: Arctia caja) نام یک گونه از بالاخانواده جغدی‌واران است. این بید، گاهی با نام بید باغ‌ببری و همچنین بید ببری بزرگ هم نامیده می‌شود و گونهٔ موصوف، در ایالات متحده، کانادا و اروپا یافت می‌شود. این حشره آب و هوای اقلیمی سرد همراه با فصول معتدل را ترجیح می‌دهد چرا که در زمستان لاروها شروع به رشد می‌کنند. بید ببری ترجیحاً گیاهان میزبانی را انتخاب می‌کند که پیرولیزایدین آلکالوید تولید می‌کنند. هر چند، در تحقیقات جداگانه نیز مشخص‌شده که برای لاروها، سخت‌گیری آنچنانی ندارند و از گیاهان مختلف بهره می‌جویند.
الگوهای کاملاً مشهود بر روی بال‌های آنها، هشداری برای شکارچیان است زیرا ترشحات بدن این بید سمی است. اثرات قطعی این سم هنوز به‌طور کامل مشخص نیست اما این ترشحات حاوی مقادیر قابل‌توجهی نوروتوکسیتی استر کولین است که در ایجاد تداخل برای گیرنده استیل‌کولین عصبی نقش ویژه دارند. الگوی رنگبندی بال‌ها به ویژه برای ترساندن شکارچیان کوچکی مثل برخی از پرندگان بسیار مناسب هستند. در هنگام استراحت، بید ببری به‌طور معمول برای دیدگریزی، بال‌های زیرین خود را همپوشانی می‌کند. ناحیهٔ حاوی ذخیره سموم دارای رنگ‌آمیزی واضح و مشخصی است که حاکی از هشدار به خفاش‌ها مبنی بر غیرقابل خوراکی بودن این حشره است.

## نگارخانه

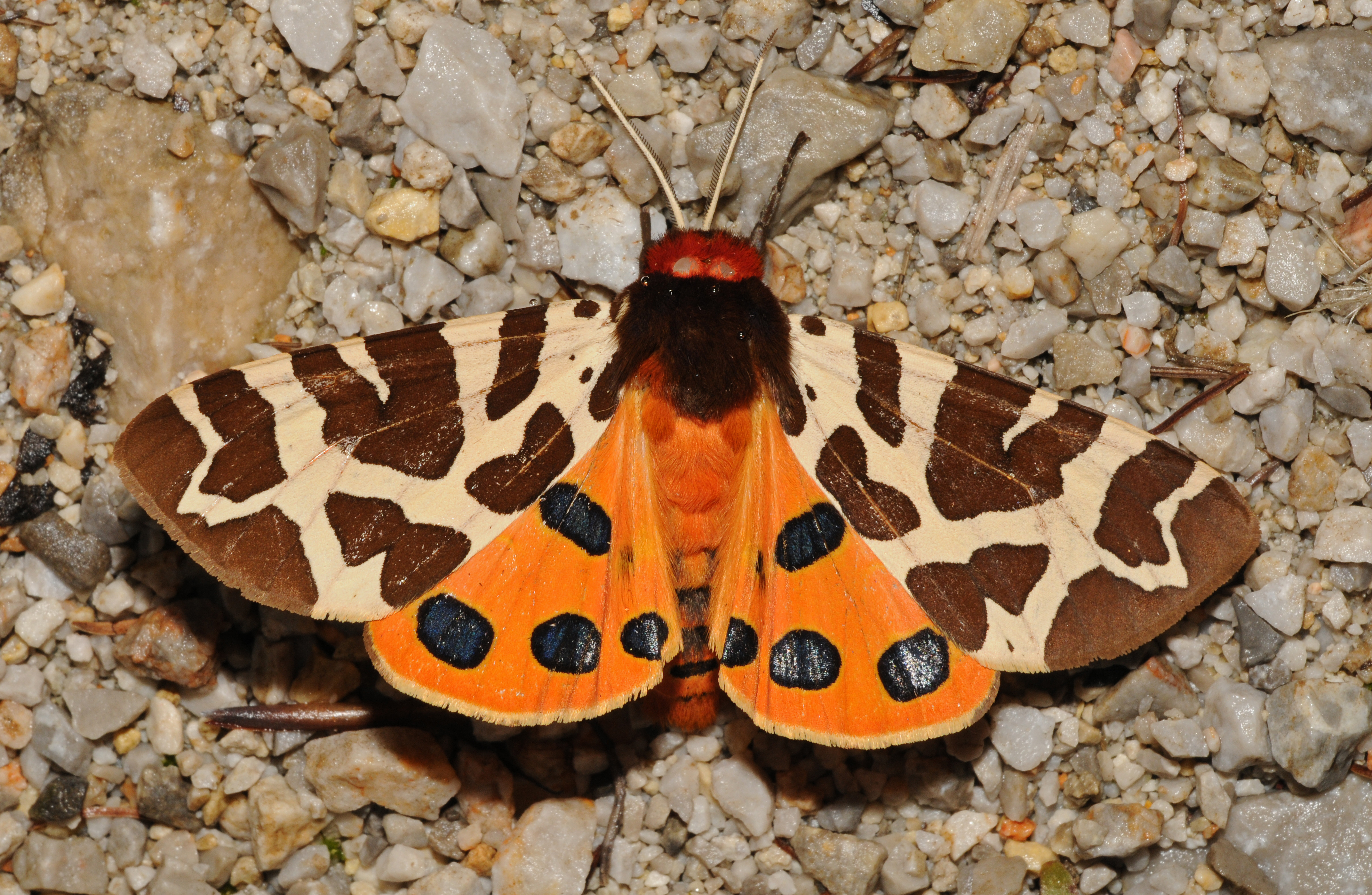
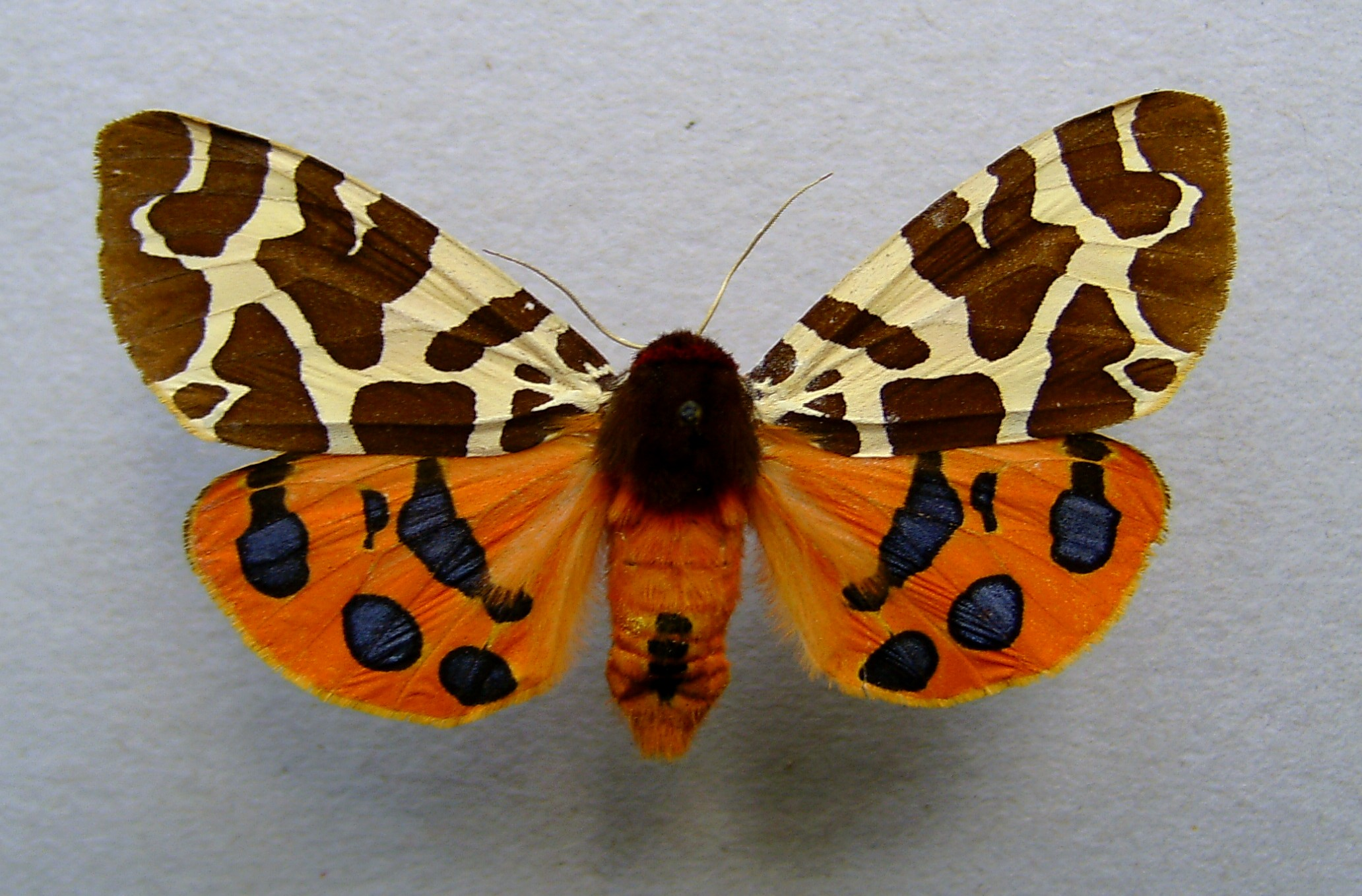
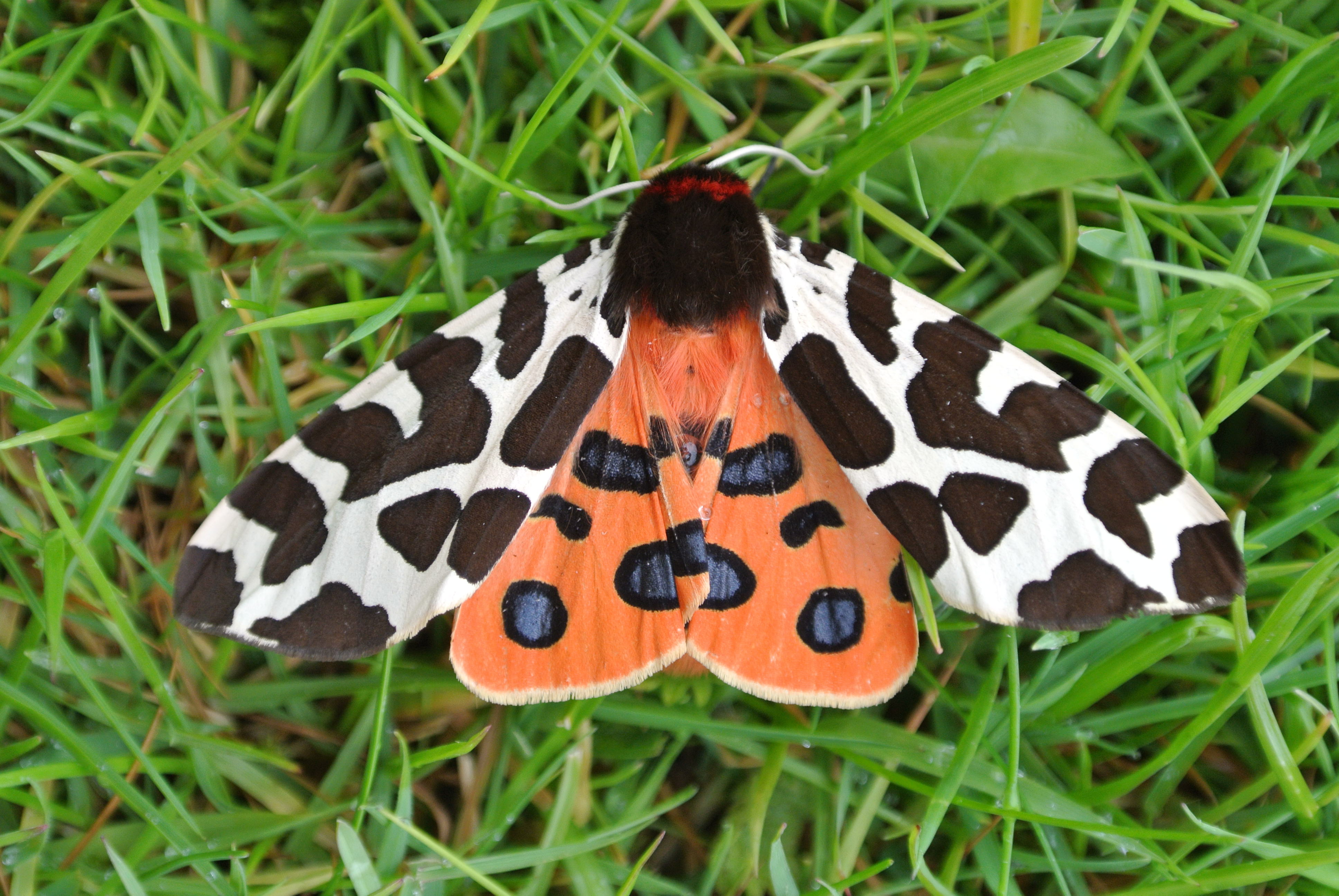
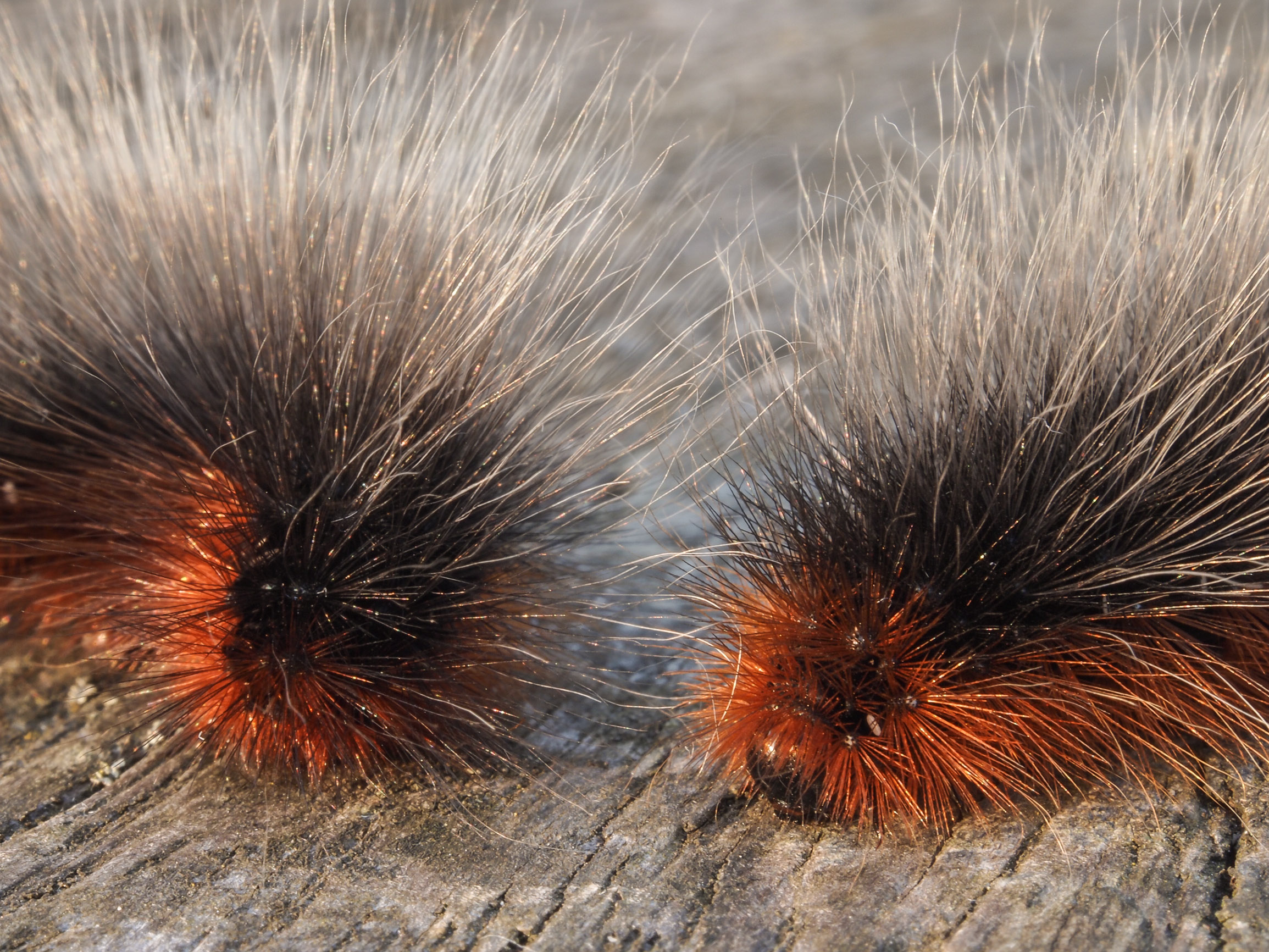
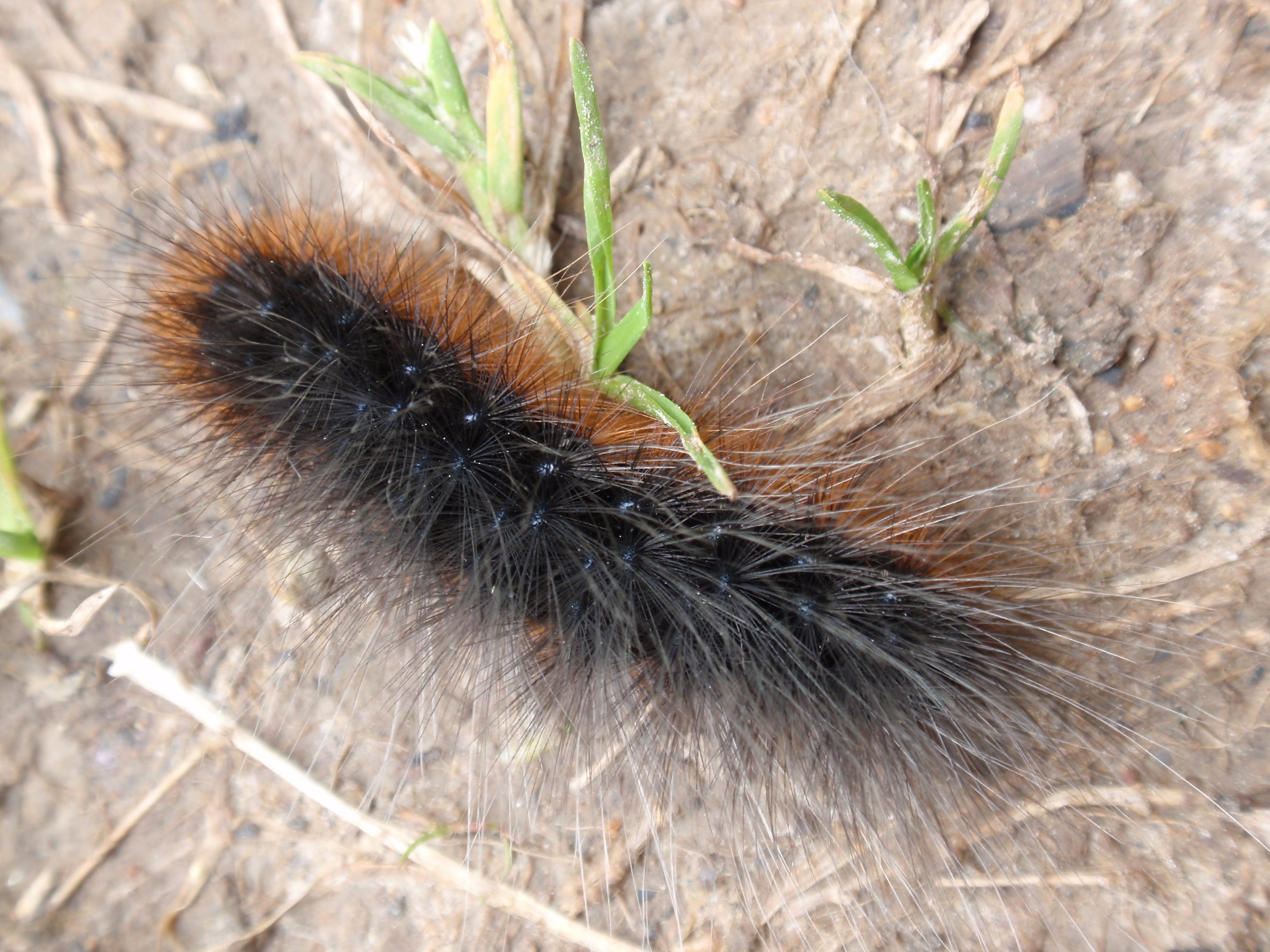